# James Michel
James Alix Michel (1944. augusztus 18. –) Seychelle-szigeteki politikus, 2004. április 16-ától 2016-ig az ország elnöke.

## Élete
Elődje, az országot közel három évtizeden át vezető France-Albert René 2004-es lemondása után került az elnöki posztra. Az elnöki posztot 12 éven át töltötte be. 2015 decemberében újraválasztották, de pártja a Seychelle-i Népi Egységpárt (SPUP) 2016 szeptemberében – 39 év után – elvesztette parlamenti többségét. Michel még ugyanebben a hónapban bejelentette visszavonulását. Pozícióját helyettese, Danny Faure vette át.